# SIRT7
SIRT7 (англ. Sirtuin 7) – білок, який кодується однойменним геном, розташованим у людей на короткому плечі 17-ї хромосоми. Довжина поліпептидного ланцюга білка становить 400 амінокислот, а молекулярна маса — 44 898.
| 10         |  | 20         |  | 30         |  | 40         |  | 50         |
| ---------- |  | ---------- |  | ---------- |  | ---------- |  | ---------- |
| MAAGGLSRSE |  | RKAAERVRRL |  | REEQQRERLR |  | QVSRILRKAA |  | AERSAEEGRL |
| LAESADLVTE |  | LQGRSRRREG |  | LKRRQEEVCD |  | DPEELRGKVR |  | ELASAVRNAK |
| YLVVYTGAGI |  | STAASIPDYR |  | GPNGVWTLLQ |  | KGRSVSAADL |  | SEAEPTLTHM |
| SITRLHEQKL |  | VQHVVSQNCD |  | GLHLRSGLPR |  | TAISELHGNM |  | YIEVCTSCVP |
| NREYVRVFDV |  | TERTALHRHQ |  | TGRTCHKCGT |  | QLRDTIVHFG |  | ERGTLGQPLN |
| WEAATEAASR |  | ADTILCLGSS |  | LKVLKKYPRL |  | WCMTKPPSRR |  | PKLYIVNLQW |
| TPKDDWAALK |  | LHGKCDDVMR |  | LLMAELGLEI |  | PAYSRWQDPI |  | FSLATPLRAG |
| EEGSHSRKSL |  | CRSREEAPPG |  | DRGAPLSSAP |  | ILGGWFGRGC |  | TKRTKRKKVT |
|            |  |            |  |            |  |            |  |            |

A: Аланін

C: Цистеїн

D: Аспарагінова кислота

E: Глутамінова кислота

F: Фенілаланін

G: Гліцин

H: Гістидин

I: Ізолейцин

K: Лізин

L: Лейцин

M: Метіонін

N: Аспарагін

P: Пролін

Q: Глутамін

R: Аргінін

S: Серин

T: Треонін

V: Валін

W: Триптофан

Кодований геном білок за функціями належить до репресорів, гідролаз, регуляторів хроматину, фосфопротеїнів. 
Задіяний у таких біологічних процесах, як транскрипція, регуляція транскрипції, альтернативний сплайсинг. 
Білок має сайт для зв'язування з НАД, іонами металів, іоном цинку. 
Локалізований у цитоплазмі, ядрі.